# Elaeocarpus graeffei
Elaeocarpus graeffei är en tvåhjärtbladig växtart som beskrevs av Berthold Carl Seemann. Elaeocarpus graeffei ingår i släktet Elaeocarpus och familjen Elaeocarpaceae. Inga underarter finns listade i Catalogue of Life.